# Hilsprich
Hilsprich és un municipi francès, situat al departament del Mosel·la i a la regió del Gran Est. L'any 2007 tenia 903 habitants.

## Demografia

### Població
El 2007 la població de fet de Hilsprich era de 903 persones. Hi havia 348 famílies, de les quals 64 eren unipersonals (20 homes vivint sols i 44 dones vivint soles), 128 parelles sense fills, 140 parelles amb fills i 16 famílies monoparentals amb fills.
La població ha evolucionat segons el següent gràfic:
Habitants censats

### Habitatges
El 2007 hi havia 503 habitatges, 352 eren l'habitatge principal de la família, 124 eren segones residències i 27 estaven desocupats. 460 eren cases i 41 eren apartaments. Dels 352 habitatges principals, 291 estaven ocupats pels seus propietaris, 55 estaven llogats i ocupats pels llogaters i 6 estaven cedits a títol gratuït; 1 tenia una cambra, 11 en tenien dues, 35 en tenien tres, 74 en tenien quatre i 231 en tenien cinc o més. 323 habitatges disposaven pel capbaix d'una plaça de pàrquing. A 133 habitatges hi havia un automòbil i a 202 n'hi havia dos o més.

### Piràmide de població
La piràmide de població per edats i sexe el 2009 era:
| Homes | Edats   | Dones |
| ----- | ------- | ----- |
| 0     | 95 o +  | 0     |
| 0     | 90 a 94 | 4     |
| 0     | 85 a 89 | 8     |
| 4     | 80 a 84 | 8     |
| 8     | 75 a 79 | 16    |
| 4     | 70 a 74 | 16    |
| 28    | 65 a 69 | 12    |
| 28    | 60 a 64 | 28    |
| 20    | 55 a 59 | 20    |
| 28    | 50 a 54 | 16    |
| 20    | 45 a 49 | 36    |
| 48    | 40 a 44 | 24    |
| 32    | 35 a 39 | 40    |
| 36    | 30 a 34 | 44    |
| 28    | 25 a 29 | 20    |
| 32    | 20 a 24 | 36    |
| 12    | 15 a 19 | 36    |
| 16    | 10 a 14 | 56    |
| 28    | 5 a 9   | 12    |
| 28    | 0 a 4   | 36    |

## Economia
El 2007 la població en edat de treballar era de 596 persones, 388 eren actives i 208 eren inactives. De les 388 persones actives 356 estaven ocupades (207 homes i 149 dones) i 32 estaven aturades (12 homes i 20 dones). De les 208 persones inactives 73 estaven jubilades, 36 estaven estudiant i 99 estaven classificades com a «altres inactius».

### Ingressos
El 2009 a Hilsprich hi havia 352 unitats fiscals que integraven 915 persones, la mediana anual d'ingressos fiscals per persona era de 18.453 €.

### Activitats econòmiques
Dels 12 establiments que hi havia el 2007, 1 era d'una empresa de fabricació d'altres productes industrials, 4 d'empreses de construcció, 1 d'una empresa de comerç i reparació d'automòbils, 1 d'una empresa d'hostatgeria i restauració, 1 d'una empresa financera, 2 d'empreses de serveis, 1 d'una entitat de l'administració pública i 1 d'una empresa classificada com a «altres activitats de serveis».
Dels 5 establiments de servei als particulars que hi havia el 2009, 1 era una oficina bancària, 1 paleta, 1 fusteria, 1 lampisteria i 1 perruqueria.
L'únic establiment comercial que hi havia el 2009 era una botiga de menys de 120 m².
L'any 2000 a Hilsprich hi havia 18 explotacions agrícoles que ocupaven un total de 702 hectàrees.

## Equipaments sanitaris i escolars
El 2009 hi havia una escola elemental.

## Poblacions més properes
El següent diagrama mostra les poblacions més properes.